# 星演國際
星演國際有限公司（Stars Music International）是何哲圖創立的一間唱片公司，業務包括發行HOY TV旗下節目歌曲、發行單曲、發行專輯及舉辦音樂會，於2021年9月3日成立。

## 公司動向

### 2021年
- 9月3日：公司成立
- 宣佈與好好製作聯合策劃香港開電視第一個選秀節目《就是青春》。
- 原星煥國際及星揚娛樂歌曲版權轉由星演國際擁有。

### 2022年
- 4月8日︰在YOUTUBE發佈首支單曲《Yummy Yummy》，由《就是青春》學員，曾琸庭、劉庭君、林曉蕙、張鈊貽合唱 ，為香港開電視節目疫境中的餐桌主題曲。

### 2024年
- 3月4日:已約滿星夢娛樂的女歌手菊梓喬宣佈加盟星演國際。[2] [3]
- 5月30日:旗下女歌手菊梓喬推出加盟星演國際後的首支單曲,亦是外購劇集《與鳳行》的主題曲《萬年》。

## 星演國際
| 男歌星  | 男歌星 | 男歌星 | 男歌星 |
| ------- | ------ | ------ | ------ |
| 康志維  | 趙啟嵐 | 林躍翰 | 阮偉倫 |
| 莫皓俊  | 簡文浩 | 余卓謙 |        |
| 女歌星  |        |        |        |
| 菊梓喬1 | 洪韻騏 | 梁樂童 | 林曉蕙 |
| 余逸暳  | 曾琸庭 | 劉庭君 | 溫曉晴 |
| 劉睿㬢  | 陳心余 |        |        |

^  注解1：經理人合約為創富文化集團，歌曲及唱片合約版權由星演國際持有。